# Estado confessional

Estados confessionais destacados no mapa-múndi nas seguintes cores:
Budismo
Islamismo
Cristianismo

Um Estado confessional é aquele no qual há uma religião, por vezes também citada como religião de Estado, oficialmente reconhecida pelo Estado, o que não deve ser confundido com uma teocracia. Estados que não possuem religião oficial são denominados Estados laicos. Na atualidade existem poucos Estados realmente confessionais no planeta, a maioria deles são países do mundo islâmico.

## Lista de Estados confessionais atuais
| Religião                   | Estado confessional | Observações |  |
| -------------------------- | --- | --- |  |
| Budismo                    | Butão Camboja Sri Lanka Tailândia | - No reino budista do Butão é proibida a prática de proselitismo. |  |
| Cristianismo               | Lesoto Papua-Nova Guiné Samoa Zâmbia | - Ao contrário de outros estados confessionais cristãos, os reinos do Lesoto e de Samoa não estabelecem nenhuma denominação cristã como oficial, abrangendo, portanto, todas as comunidades cristãs ao mesmo tempo. O mesmo ocorre em Papua-Nova Guiné e na Zâmbia. |  |
| Cristianismo anglicano     | Inglaterra | - A Igreja da Inglaterra é a religião oficial do Estado e os membros da família real britânica são obrigados a professar o anglicanismo, sendo o rei o chefe máximo da Igreja. |  |
| Cristianismo católico      | Argentina Costa Rica Liechtenstein Luxemburgo Malta Mônaco Ordem Soberana e Militar de Malta Vaticano | - O Estado argentino reconhece o caráter predominante da Igreja Católica, que conta com um status jurídico diferenciado em comparação com as demais religiões. Este regime diferenciado não implica, no entanto, em elevar o catolicismo romano ao status de religião oficial da República Argentina. - A Constituição do Brasil faz menção a Deus em seu Preâmbulo, mas isto não significa adesão a algum princípio religioso. - No Brasil, a Presidência da República reconheceu oficialmente Nossa Senhora Aparecida com o título de Padroeira do Brasil através da lei No 6.802, de 30 de junho de 1980. |  |
| Cristianismo luterano      | Dinamarca Islândia Noruega | - Na Finlândia não é oficial, embora a Igreja Evangélica Luterana seja reconhecida pelo governo. |  |
| Cristianismo presbiteriano | Escócia | |  |
| Cristianismo ortodoxo      | Grécia Rússia | - Reconhecida na Finlândia. - Não é oficial na Geórgia, mas a Igreja Ortodoxa Georgiana é reconhecida na Constituição como importante na História do país. Os edifícios de culto precisam ser construídos em lotes privados. - Embora a Armênia não tenha nenhuma religião oficial, a prática da liberdade religiosa garantida pela lei sofre restrições. A lei de organizações religiosas (1991) prevê a separação da Igreja e o Estado, mas o governo concede direitos especiais para Igreja Apostólica Ortodoxa da Armênia. Além disso, a lei exige que todos os grupos religiosos sejam registrados no Ministério da Justiça e proíbe o proselitismo (atividade que tem como objetivo converter pessoas a uma doutrina, ideia, sistema, partido ou religião). |  |
| Hinduísmo                  | nenhum atualmente | - Nepal era até 2006 |  |
| Islamismo                  | Afeganistão Arábia Saudita Argélia Bahrein Bangladesh Brunei Catar Comores Djibouti Egito Emirados Árabes Unidos Iêmen Irã Iraque Jordânia Kuwait Líbia Malásia Maldivas Marrocos Mauritânia Omã Paquistão Somália Sudão Tunísia | - Na Síria não é oficial, mas exige-se que o chefe de Estado seja seguidor do Islamismo. |  |
| Judaísmo                   | Israel | |  |
| Monoteísmo                 | Indonésia | - Apesar de ser um país de maioria muçulmana, a Indonésia classifica o monoteísmo como credo oficial, ou seja, a doutrina religiosa que professa um único Deus, como ocorre no islamismo, cristianismo e judaísmo, portanto, o oposto de politeísmo e ateísmo. |  |